# 비다레이디
비다레이디(페로어: Viðareiði, 덴마크어: Viderejde)는 페로 제도의 최북단 정착촌이자 비도이섬의 도시이다. 비다레이디는 빼어난 경관으로 페로 제도에서 가장 아름다운 마을 중 하나로 자주 선정된다.

## 역사
전설에 따르면, 이 지역의 첫 번째 정착지는 가르두르라고 불리는 마을이었다. 가르두르는 비다레이디 동쪽이나 남쪽에 있었을 것으로 추정된다. 가르두르의 역사는 800년대에서 1050년 사이 바이킹들이 정착하며 시작되었다. 비다레이디라는 명칭은 14세기 후반의 지어진 개 사육에 관련된 서적, 훈다브레비드에서 처음 언급되었다.
17세기 경, 폭풍으로 비다레이디의 교회인 옛 비다레이디키르캬가 무너졌고, 교회 공동묘 중 일부가 떠내려가 인근 도시인 흐반나순드에서 인양되어 다시 비다레이디에 매장되었다고 전해진다.
1892년 11월 20일, 비다레이디스키르캬가 재건축되었다. 비다레이디키르캬에는 17세기 경, 또는 훨씬 이전에 건축된 오나게르디 사제관이 존재한다.

## 지리
비다레이디는 둑길과 터널을 통해 남쪽 보르도이섬에 있는 클락스비크와 연결되어 있다. 비다레이디로 통하는 길은 비도이섬의 서해안을 따라 비다레이디를 지나 미달루르 계곡으로 이어진다.
북쪽으로는 높이 844m의 빌링달스피아산이 위치해있다. 이 산은 노르도야르에서 가장 높은 산이며 페로 제도에서 세 번째로 큰 산이다. 마을 북쪽 해안에는 유럽에서 두 번째로 높은 해안 절벽이자 세계에서 가장 높은 곶인 에니베르곶이 위치해있다. 비다레이디 서쪽에는 보르도이섬과 쿠노이섬이, 마을 동쪽에는 푸글로이섬이 위치해있다. 마을 남쪽으로는 높이 751m의 말린스피알산이 위치해있는데, 날이 좋으면 볼 수 있다.

## 인구
비다레이디의 연령은 대체로 젊고, 꾸준히 증가하는 중이다.

## 경제
비다레이디의 주요 산업은 어업, 해운, 수산양식이다. 이 외에도 마을에는 서비스 업체, 식료품점, 호텔, 농장 등의 시설도 있다. 몇몇 주민들은 인근의 클락스비크로 출퇴근하기도 한다.

## 교통
비다레이디와 클락스비크를 잇는 버스가 하루 7번 운행된다.

## 같이 보기
- 최북단순 나라 목록
- 비도이섬
- 클락스비크